# Psihologie judiciară
Psihologia judiciară este știință și practică, o contopire a psihologiei generale și sociale aplicate la domeniul infracționalității. Domeniul psihologiei judiciare constă în devianță, adică conduite care se abat de la normele morale și mai ales legale dintr-o cultură. Obiectul este studiul și analiza comportamentelor implicate în procesul judiciar.

## Devianță și delincvență
Devianța se referă la încălcarea normelor sociale; nu se limitează la normele legale, înglobând toate deviațiile posibile. Acest fenomen se poate înțelege numai într-un context social. Pe lângă aspectul negativ, ea poate fi uneori un fenomen reglator al vieții sociale (după Emile Durkheim). Devianța întărește conformarea și certifică normalitatea.
Delincvența se referă la încălcarea normelor legale, a legilor scrise. 
Aceasta are o dimensiune statistică, juridică, sociologică, psihologică, economică, prospectivă și culturală.
Delincvență poate fi de trei tipuri:
- reală: cunoscută și sub denumirea de cifra neagră a criminalității. Se referă la toate actele și faptele antisociale interzise prin lege, indiferent dacă sunt descoperite sau pedepsite
- descoperită: doar acele fapte care sunt descoperite
- judecată: doar cea sancționată conform normelor legale

## Problematica psihologiei judiciare
după univ. dr. Ioan Buș:
- factorii determinanți ai comportamentului infracțional
- mecanisme psihologice si psihosociale implicate în activitatea infracțională
- particularitățile psihologice ale personalității infracționale
- mecanisme psihologice implicate în fenomenul recidivării activității infracționale
- psihologia victimei
- psihologia mărturiei judiciare
- modalități de prevenire a infracționalității
- structura și mecansimele psihologice ale comportamentului simulat
- explicarea conduitelor dizarmonice întâlnite în practica judiciară
- dimensiunile psihologice și psihosociale ale privării de libertate
- mass-media și infracționalitatea
- implicațiile psihologice ale terorismului contemporan

## Teorii ale comportamentului infracțional

### Teorii Biologice
- Teoria anormalității biologice (Cesare Lombroso)
- Teoria Bio-tipologică (Ernest Kretschmer)
- Teoria genetică
- Teoria inadaptării bio-psihice (Olof Kinberg)
- Teoria constituției criminale (Benigno di Tullio)

### Teorii psiho-sociale
- Teoria asocierilor diferențiale (Edwin Sutherland)
- Teoria conflictelor de culturi (Thorsten Sellin)
- Teoria anomiei (Emile Durkheim)
- Teoria interacționismului social (H.S. Becker, F. Tannenbauman, E. Lemert)

### Teorii psiho-morale
- Teoria criminalului nevrotic (Fr. Alexander, H. Staub)
- Teoria instinctelor (Etienne de Greef)
- Teoria personalității criminale  (Jean Pinatel)

## Tipuri de infractori
- infractorul agresiv
- infractorul achizitiv
- infractorul caracterial
- infractorul sexual
- infractorul ocazional
- infractorul profesional
- infractorul recidivist
- infractorul ideologic
- infractorul debil mintal
- infractorul alienat

## Factori psihologici ai infracțiunii
- inadaptare socială
- duplicitatea comportamentului
- imaturitatea intelectuală
- imaturitatea afectivă
- instabilitatea emoțională
- sensibilitatea deosebită
- frustrarea
- egocentrismul
- labilitatea
- agresivitatea
- indiferența afectivă